# Horn (commune de Kinda)
Pour les articles homonymes, voir Horn.
Horn est une localité de Suède appartenant à la commune de Kinda, dans le comté d'Östergötland.   

## Population
Horn comptait 506 habitants en 2019.